# Ahmad Riayat Shah di Johor
Paduka Sri Sultan 'Ahmad I Ri'ayat Shah Zilu'llah fil'Alam Khalifat ul-Muminin ibni al-Marhum Sultan 'Abdu'l Jalil (1752 – Kuala Selangor, 29 gennaio 1770) è stato sultano di Johor dal 1761 al 1770.

## Biografia
Ahmad Riayat Shah di Johor nacque nel 1752 ed era il figlio maggiore del sultano Abdul Jalil Muazzam Shah e della sua seconda moglie, Tengku Puteh Binti Daeng Chelak, terza figlia del Yamtuan Muda di Riau, Daeng Chelak. Venne educato privatamente. Salì al trono alla morte del padre il 29 gennaio 1761. Fu incoronato nel febbraio dello stesso anno. Essendo molto giovane regnò coadiuvato da un Consiglio di reggenza. Morì avvelenato nel 1770, forse da un capo bugis, a Riau nel 1770. Fu sepolto a Batangan. Gli succedette il fratello minore, Mahmud Shah III.